# MacNamara-Gletscher
Der MacNamara-Gletscher ein Gletscher im westantarktischen Queen Elizabeth Land. In der Patuxent Range der Pensacola Mountains fließt er nordöstlicher Richtung zwischen den Thomas Hills und den Anderson Hills zum Foundation-Eisstrom. 
Der United States Geological Survey kartierte ihn anhand eigener Vermessungen und Luftaufnahmen der United States Navy aus den Jahren von 1956 bis 1966. Das Advisory Committee on Antarctic Names benannte ihn 1968 nach Edlen Everett MacNamara (* 1937), einem Austauschwissenschaftler des United States Antarctic Program auf der sowjetischen Molodjoschnaja-Station im Winter 1967.